# Виноградне (Баштанський район)
Виногра́дне — село в Україні, у Горохівській сільській громаді Баштанського району Миколаївської області. Населення становить 235 осіб.

## Населення

### Мова
Розподіл населення за рідною мовою за даними перепису 2001 року:
| Мова       | Кількість | Відсоток |
| ---------- | --------- | -------- |
| українська | 223       | 94.89%   |
| російська  | 12        | 5.11%    |
| Усього     | 235       | 100%     |